# Wahlen 1913
◄◄ | ◄ | 1909 | 1910 | 1911 | 1912 | Wahlen 1913 | 1914 | 1915 | 1916 | 1917 | ► | ►►

Weitere Ereignisse
Eine Auswahl von Wahlen, die im Jahre 1913 stattfanden:
- In Dänemark die Folketingswahl 1913
- In den Niederlanden Allgemeine Wahlen
- In Finnland Parlamentswahlen
- In Italien Allgemeine Wahlen
- In Kroatien Allgemeine Wahlen
- Bundeswahlen in Australien
- Landtagswahl in Lippe 1913